# 阿尔瓦拉多县
阿尔瓦拉多县（西班牙语：Cantón de Alvarado），哥斯达黎加卡塔戈省所辖的一个县。总面积81.06平方公里，总人口14.8万（2011年）。首府位于帕卡亚斯市。